# Équipe de Corée du Sud féminine de hockey sur gazon

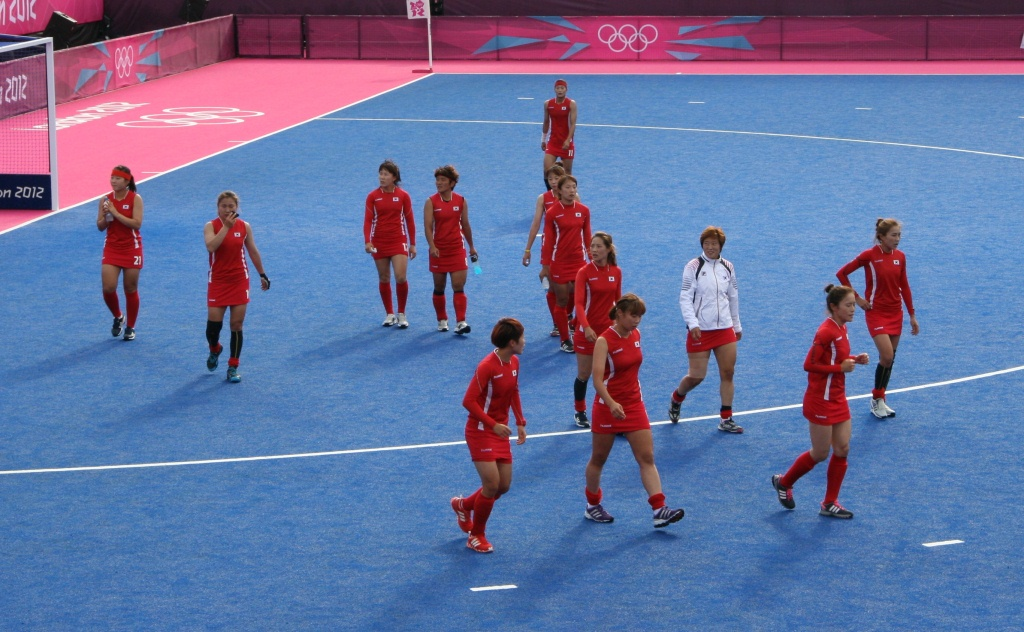
La sélection sud-coréenne aux Jeux olympiques d'été de 2012.

L'équipe de Corée du Sud de hockey sur gazon féminin est la sélection des meilleures joueuses sud-coréennes de hockey sur gazon. 

## Palmarès
| Jeux olympiques - 1988 : 2e - 1992 : 4e - 1996 : 2e - 2000 : 9e - 2004 : 7e - 2008 : 9e - 2012 : 8e - 2016 : 11e Coupe du monde - 1990 : 3e - 1994 : 5e - 1998 : 5e - 2002 : 6e - 2006 : 9e - 2010 : 6e - 2014 : 7e Champions Trophy - 1997 : 6e - 1998 : 4e - 1999 : 2e - 2000 : 3e - 2001 : 6e - 2002 : 6e - 2007 : 4e - 2008 : 6e - 2009 : 3e - 2011 : 8e Champions Challenge - 2003 : 2e - 2005 : 2e - 2012 : 2e - 2014 : 1er |  | Jeux asiatiques - 1982 : 2e - 1986 : 1er - 1990 : 1er - 1994 : 1er - 1998 : 1er - 2002 : 2e - 2006 : 4e - 2010 : 2e - 2014 : 1er Coupe d'Asie - 1985 : 1er - 1989 : 3e - 1993 : 1er - 1999 : 1er - 2004 : 4e - 2007 : 2e - 2009 : 3e - 2013 : 2e |